# Шведы в Санкт-Петербурге
Шве́ды в Санкт-Петербу́рге (швед. Svenskar i Sankt Petersburg) — собирательное название лиц шведской национальности, которые исторически проживали в Санкт-Петербурге. Сегодня в городе постоянно проживает примерно 50 шведов, которые не могут считаться диаспорой, однако шведская община в Петербурге является одной из старейших и оставила заметный культурный след в городе.

## Численность
Динамика численности шведского населения в Санкт-Петербурге
| 1897  | 1926 | 1939 | 1959 | 2010 |
| ----- | ---- | ---- | ---- | ---- |
| 4 623 | 591  | 308  | —    | 64   |

## История

### Допетровский период
Шведы с переменным успехом предпринимали множество попыток завоевать дельту Невы. В эпоху раннего средневековья они совершали грабительские набеги на торговые судна, прибывавшие в дельту Невы. В течение следующих веков у дельты Невы происходило множество сражений, самое задокументированное из которых — Невская битва, произошедшая в 1240 году. В 1300 году шведам на короткое время удалось закрепиться на мысу Охты и возвести Ландскрону, уничтоженную новгородцами уже в 1301 году, после чего попытки завоевать местность продолжались следующие века, пока шведы не завоевали устье Невы в 1610 году и не закрепились на территории в течение XVII века. Чтобы закрепить свою присутствие в Приневье, Шведы возвели Ниеншанц. При крепости вырос шведский торговый город Ниен.
В период шведского правления в XVII веке, в опустевших поселениях у Невы обосновывались шведские дворяне со своими крестьянами, которым королевство жаловало земли.

### Царская Россия
После того как земли Ингерманландии были отвоёваны у шведов, а крепость Ниеншанц пала, шведские военнопленные были обязаны принимать участие в строительстве нового города. Они же внесли свою лепту в строительство старого центра, также ими был построен домик Петра. Некоторые из шведов получили работу в новом городе и становились подрядчиками, которым поручали ответственные задания. Пётр I перенял шведский опыт административного управления.
После заключения Ништадского договора в 1721 году большинство шведских военнопленных вернулись на родину, однако некоторые остались жить в городе. В то время местом компактного проживания скандинавов был квартал в большой конюшенной площади. Там же шведами вместе с финнами был создан шведско-финский приход. В него входили бывшие военнопленные и жители исчезнувшего шведского города Ниен. Начиная с 30-х годов в город в поисках работы начинает приезжать всё больше шведов. После того как финско-шведская община разделилась, шведской общине выделили участок земли, в котором в 1767 году общиной была построена церковь святой Анны на Малой Конюшенной улице; новый одноимённый каменный храм был построен в 1865 году и стоит по сей день. Многие шведы занимались профессиями, считавшимися престижными: среди них были писцы, казначеи, секретари и другие.
Среди известных шведов, которые жили в Петербурге, были Эммануил Нобель, который в своей механической мастерской заложил основу империи Нобелей, художники Федор Лидваль и Александр Рослин, астроном Оскар Баклунд и многие другие. Многие знаменитые ювелирные мастерские были открыты шведами. Излюбленным рестораном среди шведской интеллигенции был «Вольф и Беранже» на Невском проспекте.
Официально шведское общество было сформировано в 1910 году и насчитывало около 7000 членов, которое существовало в городе до 1917 года, после чего осуществляло свою деятельность в Швеции.

### Советский период
После октябрьской революции в 1917 году многие шведы были вынуждены бежать из города, оставив своё имущество, а все шведские предприятия были национализированы.

### Современность
Согласно Всероссийской переписи населения 2010 года, шведскую национальность указали 64 жителя Санкт-Петербурга. Если верить этим данным, это была вторая по численности шведская община в РФ после московской (84 человека).
В 2021 году 41 житель Санкт-Петербурга указал в переписи родным языком шведский (наибольшая численность по всей стране). Перепись 2021 года не учитывала точное количество проживающих в городе этнических шведов.